# Christian Kouamé
Christian Michael Kouamé Kouakou (* 6. Dezember 1997 in Abidjan) ist ein ivorischer Fußballspieler, der beim italienischen Erstligisten AC Florenz unter Vertrag steht und aktuell an den FC Empoli verliehen ist. Der Stürmer ist seit Oktober 2019 ivorischer Nationalspieler.

## Karriere

### Verein
Kouamé debütierte für den AC Prato in der Serie C am 6. September 2015 bei der 1:2-Auswärtsniederlage gegen den AC Pisa. Nach einer halbjährigen Leihe bei der U-19 von Inter Mailand wechselte er am 27. Juli 2016 per Leihe zum Zweitligisten AS Cittadella. In seiner ersten Saison 2016/17 war er über drei Monate aufgrund eines Sehnenrisses spielunfähig und absolvierte deshalb nur 15 Spiele, in denen er zweimal traf. In seiner zweiten Spielzeit 2017/18 konnte Kouamé bereits elf Tore in 40 Ligaspielen erzielen und genauso viele Tore vorbereiten.
Am 13. Juli 2018 wurde der Wechsel Christian Kouamés zum Erstligisten CFC Genua bekanntgegeben. Bei Genua unterschrieb er einen Fünfjahresvertrag. In seiner ersten Saison 2018/19 kam er in allen 38 Ligaspielen zum Einsatz und erzielte vier Tore und bereitete sechs weitere vor. Nachdem er mit fünf Toren und drei Vorlagen in 11 Ligaspielen vielversprechend Spielzeit 2019/20 startete, zog er sich während eines Turniers mit der U23-Nationalmannschaft einen Kreuzbandriss zu.
Trotz der Verletzung sicherte sich der Ligakonkurrent AC Florenz am 31. Januar 2020 die Dienste des Stürmers in einem Leihgeschäft mit einer Kaufpflicht am Ende der Spielzeit. Am 8. Juli 2020 (31. Spieltag) gab Kouamé beim 0:0-Unentschieden gegen Cagliari Calcio sein Debüt, als er in der 75. Spielminute für Dušan Vlahović eingewechselt wurde. Am letzten Spieltag der Saison erzielte er beim 3:1-Auswärtssieg gegen SPAL Ferrara sein erstes Tor im Trikot der Viola. Insgesamt bestritt er in dieser Spielzeit für beide Teams 18 Ligaspiele, in denen ihm sechs Tore und fünf Vorlagen gelangen.
Zur Saison 2021/22 wechselte Kouamé für ein Jahr leihweise zum belgischen Erstligisten RSC Anderlecht. Er bestritt 31 von 36 möglichen Ligaspielen für Anderlecht, in denen er acht Tore schoss, sowie fünf Pokalspiele mit fünf Toren. Die Ausleihe wurde durch den RSC Anderlecht nicht verlängert. Anfang Februar 2025 wechselte Kouamé leihweise für die restliche Saison zum FC Empoli.

### Nationalmannschaft
Am 13. Oktober 2019 debütierte er beim 3:1-Sieg im freundschaftlichen Länderspiel gegen die Demokratische Republik Kongo für die ivorische A-Nationalmannschaft, als er in der Schlussphase für Nicolas Pépé eingewechselt wurde.
Anfang Juli 2021 wurde Kouamé in den Kader der ivorischen Olympiaauswahl für das Fußballturnier der infolge der COVID-19-Pandemie erst 2021 ausgetragenen Olympischen Sommerspiele 2020 berufen. Er bestritt dort alle drei Gruppenspiele und das Viertelfinale, wo die Mannschaft gegen Spanien ausschied. Auch beim ebenfalls um ein Jahr nach 2022 verschobenen Afrika-Cup 2021 gehörte er zum Kader der Elfenbeinküste und spielte in den ersten beiden Gruppenspielen, ehe das Team im Achtelfinale ausschied. 2024 nahm er erneut am Afrika-Cup teil und konnte ihn mit der Mannschaft gewinnen, wobei er selbst in vier Turnierspielen zum Einsatz kam.

### Erfolge
- Afrikameister: 2024